# Extispício
Extispício (do latim extispicium) é a prática de usar anomalias nas entranhas do animal para predizer ou adivinhar eventos futuros. Órgãos inspecionados incluíam o fígado, os intestinos e os pulmões. O animal usado para extispício frequentemente deveria ser ritualmente puro e abatido em uma cerimônia especial.[carece de fontes?]
A prática foi comum primeiramente nos antigos templos mesopotâmicos, hititas e cananeus.[carece de fontes?] Mais tarde, adivinhos dos tempos romanos antigos usavam as entranhas de um touro para determinar a conveniência de um esforço particular e os etruscos usavam padrões vistos nos fígados de carneiro para avaliar seu futuro. Ali existe evidência substancial para indicar que esta era a principal forma de adivinhação dentro das culturas clássicas.
Modelos de orgãos e compêndios de extispício na escrita cuneiforme são amplamente encontrados nas escavações arqueológicas nas regiões, mostrando a prevalência e significância do extispício. Em geral, (na antiguidade) a maioria das adivinhações era feita através da inspeção dos intestinos e do fígado.

## Valor legítimo
Embora o extispício fosse em geral visto com ceticismo pelas mentes modernas, alguns eruditos do século 20 d.C. sugeriram que esta técnica era também , essencialmente, uma forma legítima e valiosa de autópsia o que poderia indicar doenças internas ligadas a fatores ambientais insatisfatórios, informação que seria importante para os povos nômades.